# شركة ناشئة هزيلة
شركة ناشئة ليّنة هو مصطلح صاغه اريك ريس وهو علامة تجارية مسجلة باسمه أيضاً. يقوم منهج الشركة الناشئة الليّنة على عمل عدة نماذج اولية سريعة لتثبيت أو نفي افتراضات رائدة الأعمال في السوق، ومن ثم الاستفادة من التغذية العكسية لتطوير هذه النماذج بشكل اسرع من طرق تطوير المنتجات التقليدية، مثل نموذج الشلال. ولذلك فإنه ليس من المستغرب أن تجد الشركات الناشئة التي تعتمد نموذج الشركة الناشئة الليّنة تعمل على إصدار عدة إصدارات من برنامجها في اليوم الواحد، مستخدمين التطبيق المعروف بالتطوير المستمر.

ووفقاً لصحيفة نيو يورك تايمز، «تمت صياغة مصطلح الشركة الناشئة اللّينة بواسطة السيد ريس، صاحب الـ31 عاماً، المهندس ورائد الأعمال والمدوّن. الذي ذكر ان مصدر الهامة لصياغه هذا النموذج كانت عملية التصنيع الليّنة التي صقلت في المصانع اليابانية قبل عدة عقود، والتي تنص على استبعاد أي عمل أو استثمار لا يخلق قيمة للمستهلكين».
يوصف نموذج الشركة الريادية الليّنة بانه نموذج التفكير الليّن (جزء من عملية التصنيع اللّين التي ذكرت بالأعلى) لكنه مطبق على ريادة الأعمال، إن أحد المعتقدات الأساسية في التفكر الليّن هو تخفيض الشيء المهدور قدر الإمكان، وبالمثل فإن الشركات الناشئة الليّنة تقوم بتخفيض الجهد والموارد الضائعة بزيادة وتيرة التواصل مع الوبائن الفعليين، ولذلك فإنها تقوم بالتجربة وتجنب الافتراضات المسبقة عن السوق. ان هذا النهج يحاول تحسين مهارات رواد الأعمال بالتخطيط لتطوير منتجاتهم عن طريق تخفيض العمل والجهد الازم لتقدير السوق، ولتخفيض وقت للوصول للسوق.
في كتاب Entrepreneur's Guide to Customer Developmen اضاف كلُ من برانت كوبر وباتريك فلاسكوفيتز عنصراً رابعاً، وهو استخدام ادوات التحليل الفعّآلة، سهلة الاستخدام وقليلة التكلفة. ورغم أن بعض خصائص الشركة الريادية الليّنة مطبّقة منذ زمن بعيد، الّا أن استخدامها بشكل مكثف أصبح ظاهرة تزيد من سرعة التعلم الشركات لمكانها في السوق.